# Čírka kaštanová
Čírka kaštanová (Anas castanea), známá též pod názvem kachnička kaštanová, je malá plovavá kachna. Vyskytuje se v pobřežních mokřinách a v ústích řek na území jihovýchodní a jihozápadní Austrálie. Samec je velmi výrazný, převážně světle až tmavě hnědý, skvrnitý, s leskle zelenou hlavou, šedým zobákem a jasně červenýma očima. Samice jsou oproti samcům nevýrazné, celé převážně hnědé, tmavě skvrnité (skvrnění u nich zcela chybí pouze na hlavě). Je všežravá a monogamní. Na obraně hnízda i na péči o již vylíhlá mláďata se podílí oba partneři. Hnízdí ve stromových dutinách, obvykle ve výšce mezi 6–10 m nad vodou, často využívá i hnízdních budek. Občas zahnízdí i na zemi v hustém travnatém porostu blízko vody.